# Lijst van afleveringen van Time Squad
Dit is de lijst van afleveringen van de Amerikaanse animatieserie Time Squad.

## Afleveringen

### Seizoen 1
| 1 | Eli Whitney's Flesh Eating Mistake / Never Look a Trojan in the Gift Horse | 8 juni 2001       | 101 |
| a. Tijdens het zoeken van Eli Whitney die vleesetende robots uitvindt in plaats van katoenen T-shirts, belanden de tijdagenten Buck Tuddrussel en Larry 3000 in een weeshuis uit 2001 en ontmoeten Otto Osworth. Omdat hij zoveel weet over geschiedenis, besluiten ze hem te adopteren en maken van hem een tijdagent. b. Het Time Squad reist naar het oude Griekenland, waar de Trojaanse koning jarig is. Maar als de Spartanen hem het legendarische Trojaanse paard geven als geschenk, hebben de Spartanen zelf ook niet meer door dat dit een val moest voorstellen.                                                             |                                                                            |                   |     |
| 2 | Napoleon the Conquered / Confucius Say... Way Too Much                     | 15 juni 2001      | 102 |
| a. Napoleon durft zijn vrouw niet tegenspreken. Ze wil dat hij thuisblijft in plaats van oorlog voeren. Het is aan het Time Squad om Napoleon te overtuigen toch stiekem Europa te veroveren. b. Terwijl Buck zich afvraagt of hij dom is, moeten Otto en Larry 3000 de Chinese filosoof Confucius ervan overtuigen spreuken kort en bondig te houden. |                                                                            |                   |     |
| 3 | The Island of Doctor Freud / Daddio Da Vinci                               | 22 juni 2001      | 103 |
| a. Dokter Sigmund Freud gebruikt hypnose om mensen van hun depressie af te helpen en laat hen denken dat ze dieren zijn. Het Time Squad reist terug naar 1899 om hem te laten zien hoe je iemand echt van een depressie afhelpt. Echter, Buck wordt zelf getroffen door hypnose en denkt dat hij een kip is. b. Het Time Squad moet Leonardo da Vinci proberen te overtuigen uitvindingen en ontdekkingen te tekenen, maar hij is een hippie geworden. |                                                                            |                   |     |
| 4 | To Hail with Caesar / Robin' and Stealin' with Mr. Hood                    | 29 juni 2001      | 106 |
| a. Het Time Squad reist naar het jaar 46 om Rome weer te laten functioneren zoals het moet. Julius Caesar was het namelijk beu om Rome goed te regeren. Hierdoor zien de Romeinen Tuddrussel als hun nieuwe leider. Wanneer Larry 3000 hier niks aan wil doen nu hij eindelijk een machtig man kan dienen, staat Otto er alleen voor om Caesar opnieuw aan de macht te krijgen. b. Net nadat Otto en Buck per ongeluk het beveiligingsglas stuk maken op de golfbaan, moeten ze terug naar de tijd van Robin Hood om hem duidelijk te maken niet van de armen, maar voor de armen te stelen.                                             |                                                                            |                   |     |
| 5 | Dishonest Abe / Blackbeard, Warm Heart                                     | 6 juli 2001       | 105 |
| a. Abraham Lincoln is het beu eerlijk en oprecht te zijn en begint streken uit te halen. Het is aan het Time Squad om hem een koekje van eigen deeg te geven. b. Wanneer Edward Teach (alias Zwartbaard) zich om walvissen gaat bekommeren, besluit hij zich daarop te richten in plaats van op plunderen en roven. Het is aan het Time Squad om hem weer op het slechte pad te brengen. |                                                                            |                   |     |
| 6 | Ludwig van Bone-Crusher / Tea Time for Time Squad                          | 13 juli 2001      | 108 |
| a. Het Time Squad reist terug naar de tijd van de grote musici, waar Ludwig van Beethoven nu een worstelaar is geworden. Tuddrussel wil het tegen hem opnemen, om zo de waardigheid van het boksen te behouden. b. Als het Time Squad terugreist naar de haven van Boston, waar toen rebellen thee in de zee dumpten, merken ze tot Larry’s verheuging dat ze een gewoon theekransje houden. Het is aan Buck en Otto om van hen rebellen te maken. |                                                                            |                   |     |
| 7 | If It's Wright, It's Wrong / Recruitment / Killing Time                    | 20 juli 2001      | 107 |
| a. Het Time Squad reist terug naar het jaar 1903, waar de Gebroeders Wright deels fietsenmakers, deels stuntmannen zijn geworden. Ze moeten de uitvinders van het vliegtuig worden. b. Een reclamespot over de opwinding die je als tijdagent bij Time Squad meemaakt. c. Nadat het Time Squad vrij snel ervoor gezorgd heeft Nicholas Copernicus een astronoom te laten worden in plaats van een boer, gebeurt er een foutje in Larry 3000’s systeem waardoor het even opnieuw moet opstarten. Wanneer dat eindelijk gebeurd is, vertrekken ze, maar net daarna komt Nicholas Copernicus erachter dat hij niet eens weet wat de zon is… |                                                                            |                   |     |
| 8 | Big Al's Big Secret / Larry Upgrade                                        | 25 augustus 2001  | 104 |
| a. Het Time Squad reist terug naar het jaar 1945, waar Albert Einstein zich schaamt voor het zijn van een natuurwetenschapper en zich voordoet als een beroemde autoverkoper uit Texas. b. Na een ruzie met Tuddrussel, let Larry 3000 niet goed op als hij zichzelf upgrade en voert per ongeluk een downgrade uit. Hierdoor wordt hij een standaard robot, waar Tuddrussel erg blij mee is. |                                                                            |                   |     |
| 9 | Every Poe Has a Silver Lining / Betsy Ross Flies Her Freak Flag            | 21 september 2001 | 109 |
| a. Als de beroemde horrorschrijver Edgar Allen Poe plots het leven heel vrolijk bekijkt, is het aan het Time Squad om hem wat deprimerender te maken zodat hij zal stoppen met kinderboeken te schrijven. b. Wanneer Betsy Ross net voordat de Britten aanvallen het hele leger van George Washington tot hippies omtovert, ziet het er slecht uit voor de Amerikanen. Tenminste, totdat twee Sons of Liberty (uit 108b: Tea Time for Time Squad) aankomen met koffie. |                                                                            |                   |     |
| 10 | The Prime Minister Has No Clothes / Nutorius                               | 28 september 2001 | 110 |
| a. Wanneer Winston Churchill besluit de democratie te symboliseren met naakt zijn, loopt iedereen vanaf dan bloot rond. Ook de soldaten, die normaal Wereldoorlog II moeten winnen. Larry 3000 begint te beseffen dat hij altijd al naakt was. b. Alles blijkt er normaal uit te zien wanneer het Time Squad terugreist naar de tijd van George Washington Carver. Totdat zijn broer, Todd Washington Carver, komt opdagen. |                                                                            |                   |     |
| 11 | Kubla Khan't / Lewis & Clark & Larry                                       | 26 oktober 2001   | 111 |
| a. Wanneer Kubla Khan een stripboekenverzamelaar is geworden, denkt Buck hem te laten veranderen in een heerser door een van zijn strips te scheuren. Het werkt, maar hierdoor krijgt Buck wel de doodstraf. Agenten van een ander Time Squad moeten hem komen helpen. b. Lewis en Clark zijn samen geen verkennersduo meer. Nu moeten Otto en Tuddrussel met Clark mee als verkenners, en Larry met Lewis. |                                                                            |                   |     |
| 12 | Ivan the Untrainable / Where the Buffalo Bill Roams                        | 2 november 2001   | 112 |
| a. Wanneer Buck stiekem een Russische koning genaamd Ivan uit de geschiedenis meeneemt als huisdier, staat het ruimtestation op stelten. b. Wanneer Buffalo Bill, de eerste postbode, krankzinnig blijkt te zijn, wordt het een erg moeilijke missie om hem post te laten bezorgen. |                                                                            |                   |     |
| 15 | Houdini Whodunit?! / Feud for Thought                                      | 29 maart 2002     | 113 |
| a. Na het verliezen van een virtuele training die is omgebouwd tot een soort game, moet het Time Squad terug naar de tijd van Harry Houdini, die nu een crimineel is geworden. b. Als het Time Squad de McCoys leert voor zichzelf op te komen in plaats van te worden bestolen van de Hatfielfds, worden beide families uiteindelijk vrienden. Dit is echter niet historisch correct, dus moeten ze iets verzinnen zodat ze weer aartsvijanden worden. |                                                                            |                   |     |

### Seizoen 2
| 13 | A Sandwich by Any Other Name / Shop Like an Egyptian    | 1 februari 2002  | 201 |
| a. De broodjes van de Graaf van Sandwich hebben geen succes, omdat hij ze ‘Een Stinkend Broodje Poep’ noemt. Hij staat echter op deze naam, want dat is hoe een familielid van hem heette. Ondertussen verkopen de soufflés van Larry als zoete broodjes. b. Wanneer Cleopatra alle piramides wil verwijderen om plaats te maken voor een winkelcentrum, is het aan Otto om alles recht te zetten. Buck is namelijk totaal verliefd geworden op Cleopatra en Larry is te enthousiast voor het winkelcentrum-project. |                                                         |                  |     |
| 14 | Planet of the Flies / Keeping It Real with Sitting Bull | 1 maart 2002     | 202 |
| a. Wanneer Tuddrussel een vlieg dood mept in het Stenen Tijdperk, veroorzaakt hij een 'butterfly effect', waardoor de wereld in de toekomst wordt geregeerd door reusachtige vliegen. b. Het Time Squad reist terug naar de tijd van Sitting Bull. Hij heeft namelijk het visioen van zijn voorouders verkeerd begrepen en nu probeert hij hip en ‘funky’ te zijn. |                                                         |                  |     |
| 16 | A Thrilla at Attila's / Cabin Fever                     | 5 april 2002     | 203 |
| a. Nadat het Time Squad terugkomt van een missie om Attila de Hun om te toveren van een stel lafaards tot een stel echte strijders, menen zowel Larry als Buck zich het verhaal wel heel anders te herinneren wanneer ze het rapport moeten schrijven… b. Na een vreselijk brute missie waarin ze Louis Armstrong weer jazz moesten laten spelen in plaats van zich naar het centrum van de aarde te boren, hopen ze eens geen missies te krijgen. Maar wanneer dit ook echt gebeurt, gaan ze zich vervelen en Buck draait door. |                                                         |                  |     |
| 17 | Pasteur's Packs O' Punch / Floundering Fathers          | 12 april 2002    | 204 |
| a. Larry wordt geëlektrocuteerd, waardoor hij op bepaalde momenten zich erg vreemd gedraagt. In hun volgende missie houdt Louis Pasteur zich bezig met poeder-frisdrank uit te vinden. b. Nadat Otto koorts heeft gevat, omdat hij geen jas droeg tijdens een missie in Rusland, moeten Tuddrussel en Larry een missie doen zonder hem. Benjamin Franklin houdt zich namelijk bezig met elektriciteit. Het probleem is dat beide niet weten wat Benjamin Franklin nu wel moet doen. |                                                         |                  |     |
| 18 | The Clownfather / Hate and Let Hate                     | 19 april 2002    | 205 |
| a. De helden reizen terug naar het jaar 1920, waar de gangster Al Capone zijn bendeleden en zichzelf verandert in clowns, terwijl clowns betrokken raken in de criminaliteit. b. Na een missie op een onbewoond eiland, krijgen Buck en Larry ruzie. Hierdoor hebben ze niet door dat ze Otto hebben achtergelaten op dat eiland. |                                                         |                  |     |
| 19 | Love at First Flight / Forget the Alamo                 | 7 juni 2002      | 206 |
| a. Otto viert voor de eerste keer zijn verjaardag in de satelliet. Als cadeau krijgt hij een eigen Time Squad-uniform en al snel volgt zijn eerste missie hiermee. Amelia Earhart heeft nu namelijk een fobie voor bacteriën en wil absoluut de lucht niet in. b. Het Time Squad reist terug naar de Alamo, waar iedereen (inclusief Jeremiah Tuddrussel, Buck’s voorouder) bezig is een fiësta te bouwen voor de Mexicanen in plaats van zich ertegen te verdedigen. |                                                         |                  |     |
| 20 | Repeat Offender / Ladies and Gentlemen, Monty Zuma      | 14 juni 2002     | 207 |
| a. Nadat Zwartbaard weer goede dingen begint te doen, is Buck het zat en neemt hem mee voor een celstraf. Maar voordat ze terug kunnen naar de satelliet, moeten ze Socrates overtuigen te stoppen met fitnesslessen te geven. Ondertussen ontsnapt Zwartbaard en komt in het Oude Griekenland terecht. b. Nadat Buck Larry’s gevoelens heeft gekwetst, leert Otto hem meer gevoelig te zijn. Hier maakt Larry misbruik van tijdens een missie waarin de Azteekse keizer Montezuma een stand-upcomedian wil worden. |                                                         |                  |     |
| 21 | White House Weirdness / Nobel Peace Surprise            | 8 november 2002  | 208 |
| a. Het Time Squad gaat terug naar de jaren 1800, waar in het Witte Huis wordt gezegd dat het er spookt. Deze aflevering is een parodie op Scooby Doo, inclusief de achtergrondmuziek en geluidseffecten. b. Het Time Squad moet Alfred Nobel overtuigen een prijs te geven voor de vrede in plaats van voor slechte daden. |                                                         |                  |     |
| 22 | Out with the In Crowd / Child’s Play                    | 14 maart 2003    | 209 |
| a. Het Time Squad gaat op vakantie in plaats van dokter Livingstone te redden, die gevangen wordt genomen door kannibalen. Hierdoor komt het ‘coolste’ Time Squad team opdagen: J.T. Laser en Lance 9 000 000 000 000. Beide zijn echter erg zelfzuchtig en gemeen, maar dat merken Buck en Larry niet. b. De helden ontmoeten William Shakespeare, waarvan zijn agent hem laat denken dat enkel clichés geld verdienen. Ondertussen wil Larry alles kindvriendelijk maken. |                                                         |                  |     |
| 23 | Day of the Larrys / Old Timers Squad                    | 21 maart 2003    | 210 |
| a. Larry is het beu al die klusjes te moeten opknappen en besluit met reserveonderdelen een kloon van zichzelf te maken. Maar als ook hij op dat idee komt, leidt het tot een kettingreactie en loopt de hele satelliet al snel vol met Larry's. b. Larry, Otto en Buck raken verslaafd aan een flauwe soapserie uit 1980 genaamd ‘Goed Meiden, Slechte Meiden’. In hun volgende missie moeten ze Samuel Morse Morsecode laten gebruiken. Het team probeert alles zo snel mogelijk af te handelen om verder naar de soap te kunnen kijken. Ondertussen komen ze zichzelf uit de toekomst tegen. Hun toekomstige versies hebben een belangrijke mededeling. |                                                         |                  |     |
| 24 | Billy the Baby / Father Figure of our Country           | 28 maart 2003    | 211 |
| a. Het Time Squad ontmoet Billy the Kid, wie zich nu letterlijk als een kind gedraagt in plaats van als een echte schurk. Wanneer ze hem les geven in hoe een echte schurk te zijn, worden ze steeds achtervolgd door een Clint Eastwood-achtige sheriff. b. Het Time Squad moet George Washington ervan overtuigen president te blijven. Hij is het namelijk beu zo populair te zijn. Na verloop van tijd krijgt hij met Otto een vader-zoonrelatie. |                                                         |                  |     |
| 25 | Ex Marks the Spot / Horse of Horrors                    | 4 april 2003     | 212 |
| a. Wanneer het Time Squad op een missie Sheila en XJ5 weer tegenkomen, lijkt het erop dat Buck en Sheila elkaar minder beginnen te verafschuwen. Hierdoor denkt Larry dat ze weer verliefd worden. b. Nadat Larry geen verjaardagscadeau heeft gekregen van Buck, moeten ze Paul Revere op een paard zien te krijgen. Anders kan hij nooit op tijd de inwoners van Concord en Lexingtonwaarschuwen voor de Britten. Hij heeft echter een ernstige fobie voor paarden. |                                                         |                  |     |
| 26 | Floral Patton / Orphan Substitute                       | 28 november 2003 | 213 |
| a. Wanneer generaal George S. Patton een bloemenzaak runt, werft hij het Time Squad aan om terug te vechten tegen zijn rivaal, een andere bloemenwinkel. Ondertussen proberen zij hem te overtuigen het leger in te stappen. b. Onze helden gaan terug naar 2002, waar George W. Bush ’s werelds grootste bol garen wil laten maken. Otto komt uiteindelijk weer terecht bij zuster Thornly uit de eerste aflevering. Larry en Tuddrussel weten in hun volgende missie nog niet eens weten wie Christoffel Columbus is en besluiten op zoek te gaan naar een ander slim weeskind om Otto te vervangen.                                                     |                                                         |                  |     |